# Felice Cardente
Felice Cardente (Marzano Appio, 1816 – Marzano Appio, 27 dicembre 1865) è stato un avvocato, politico e patriota italiano.

## Biografia

### Giovinezza
Figlio di Francesco Paolo Cardente e Giuseppina Della Rossa, figlia di Antonio Della Rossa, noto avvocato del tempo. 
Felice Cardente nacque a Marzano Appio da famiglia nobile e ricca, si laureò in giurisprudenza come avvocato e seguì subito tendenze liberali.

### Carriera politica e morte
Nel 1842 fu nominato Socio Corrispondente della Società Economica di Terra di Lavoro. Nel 1848 presiedette il collegio elettorale del proprio circondario e fu capitano della guardia civica. Entrò a far parte della Carboneria sin da giovane insieme al fratello Domenico e a Federico Fumo, suo cognato. Durante i moti del 1848 il fratello Domenico, compromesso, dovette andare in esilio a Genova ove morì nel 1852. Nel 1860 fu arrestato insieme al fratello Cesare dai gendarmi di Francesco II e trascinato a Gaeta, da qui venne trasferito nelle carceri a Teano. Il 26 ottobre dello stesso anno, Giuseppe Garibaldi dopo lo storico incontro a Teano con Vittorio Emanuele II liberò personalmente Felice e suo fratello. Nel 1861 fu eletto deputato del collegio di Teano al Parlamento italiano. Alla Camera sedette al centro sinistro e votò spesso con la maggioranza. Morì a Marzano Appio (Caserta) il 27 dicembre 1865.